# Knjiga pravednika
Za krivotvorinu, pogledajte Knjiga Jašerova.
Knjiga pravednika (Knjiga Jašerova; hebrejski סֵפֶר הַיׇּשׇׁר, sēfer hayyāšār) spis je na koji se poziva Biblija.
Prema Bibliji, Knjiga pravednika vrijedan je sveti spis koji sadrži tužaljku kralja Davida i zapis o tome kako su Sunce i Mjesec stali na svom prividnom putu po nebu.
Ova se knjiga dvaput spominje u Bibliji. Prvi je put spomenuta u Knjizi o Jošui:
„I stade sunce i zaustavi se mjesec sve dok se nije narod osvetio neprijateljima svojim. Ne piše li to u knjizi Pravednika? I stade sunce nasred neba i nije se nagnulo k zapadu gotovo cio dan.“
Drugi spomen knjige je u Drugoj knjizi o Samuelu:
„Tada David zapjeva ovu tužaljku za Šaulom i za njegovim sinom Jonatanom. Zapisana je u Knjizi Pravednikovoj da je uče sinovi Judini.“
Nakon ovog spomena slijedi Davidova tužaljka za Jonatanom. 
Knjiga pravednika danas se smatra izgubljenom. U 18. je st. Jacob Ilive napravio slavnu krivotvorinu zbog koje je kažnjen.
Benjamin Rosenbaum je napisao svoju verziju ove knjige.